# Tringa ochropus

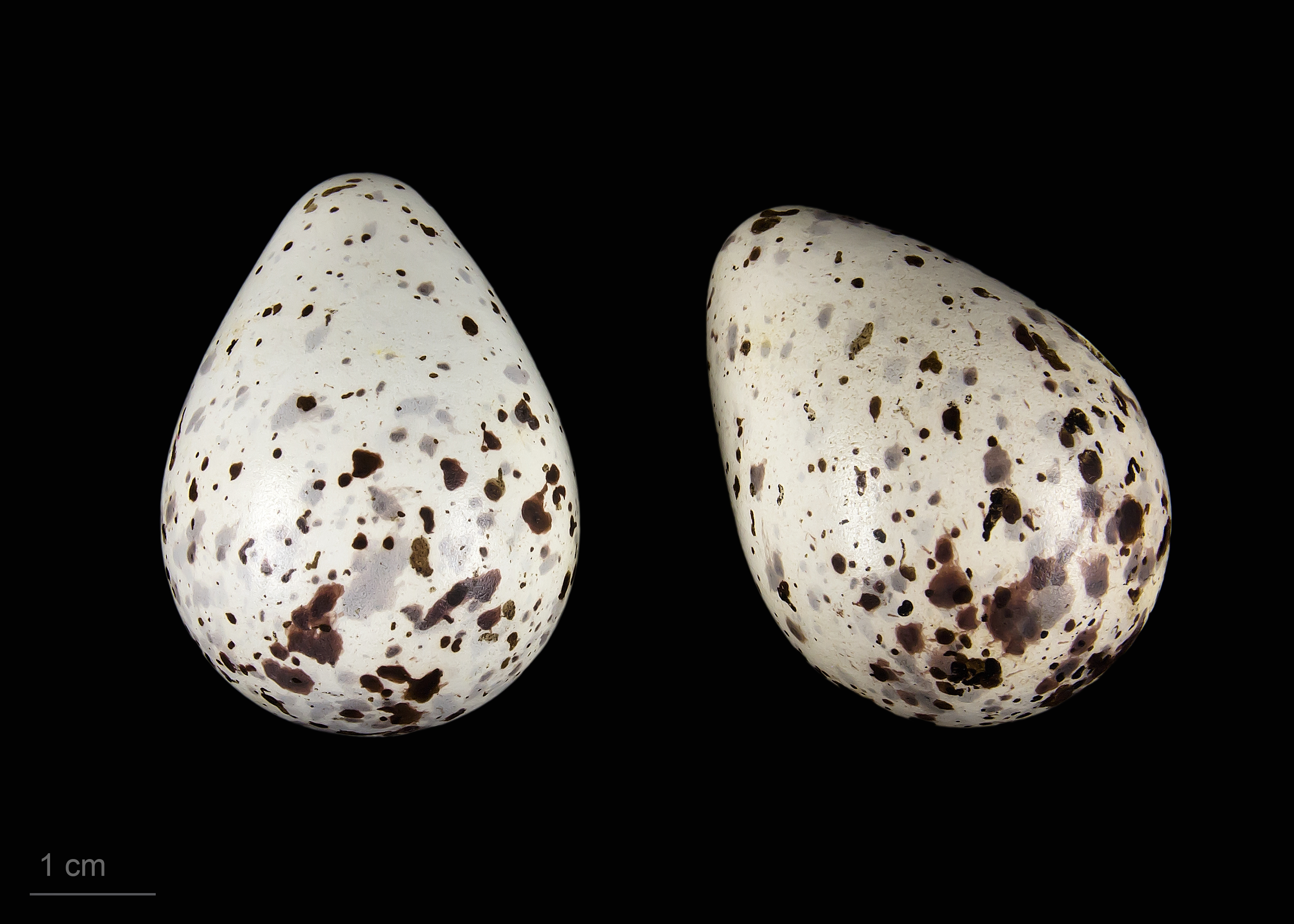
Tringa ochropus

Il piro-piro culbianco (Tringa ochropus, Linnaeus 1758) è un uccello della famiglia degli Scolopacidae dell'ordine dei Charadriiformes. È lungo circa 23 cm., con becco breve (cm. 3,3-3,5), con sovraccoda bianco candido e penne ascellari bruno cupe, striate di bianco. Tutte le rachidi delle remiganti sono scure, con timoniere bianche nella metà basale, con 3-4 fasce trasversali nere. il piumaggio presenta variazioni primaverili, con macchiettature biancastre dorsali.

## Sistematica
Tringa ochropus non ha sottospecie, è monotipica.

## Distribuzione e habitat
Questo uccello vive in tutta l'Africa, l'Asia e l'Europa, e in Alaska. È accidentale sulle isole africane (Seychelles, Madagascar, Sant'Elena, etc.), in Botswana e nel Sahara Occidentale, in Australia, Islanda e sulle Isole Fær Øer.